# Sanguinetto
Sanguinetto és un comune (municipi) de la província de Verona, a la regió italiana del Vèneto, situat a uns 100 quilòmetres al sud-oest de Venècia i a uns 30 quilòmetres al sud-est de Verona.
A 1 de gener de 2020 la seva població era de 4.119 habitants.
Sanguinetto limita amb els següents municipis: Casaleone, Cerea, Concamarise, Gazzo Veronese, Nogara i Salizzole.